# Hyperolius ukaguruensis
Hyperolius ukaguruensis — вид жаб родини жаб-стрибунців (Hyperoliidae). Описаний у 2023 році.

## Поширення
Ендемік Танзанії. Має обмежений ареал. Поширений лише у гірських лісах у горах Укагуру на сході країни.